# Hold You Down
"Hold You Down" (Tiếng Việt: Kéo Anh Xuống) là đĩa đơn thứ hai và cuối cùng trích từ album phòng thu thứ tư Rebirth (2005). Bài hát được phát hành vào năm 2005, ca khúc gồm sự góp mặt của Fat Joe. Trên bảng xếp hạng Billboard Hot 100, ca khúc đứng ở vị trí 64 và vị trí thứ 6 tại Anh. Một bản phối Eliel cùng Don Omar khá thành công ở các đài phát thanh hip hop và reggaeton. Ca khúc đồng thời cũng xuất hiện trong album thứ sáu của Fat Joe là All or Nothing.
Ca khúc được sản xuất bởi Cory Rooney và được mang giai điệu của "As We Lay" bởi Shirley Murdock trình bày năm 1986. Ca khúc không giành nhiều thành công như đĩa đơn trước đó "Get Right", nhưng rất nhiều người nghĩ chính vì ca khúc này mà số lượng album thứ tư bán ra khá tốt.

## Video ca nhạc
Video của bài hát được đạo diễn bởi Diane Martel và biên tập bởi Paul Martínez. Video được lấy bối cảnh ở the Bronx, thành phố New York vào tháng 3 năm 2005. Video gồm cảnh Lopez đang hát trên một tòa nhà và hành lang của tòa nhà ấy, còn Joe thì đang dạo phố.

## Danh sách ca khúc
U.S. CD maxi single
1. "Hold You Down" (Radio Edit cùng Fat Joe) – 3:36
2. "Hold You Down" (Cory Rooney Spring Mix cùng Fat Joe) – 4:51
3. "Hold You Down" (Eliel Mix cùng Don Omar) – 4:02
4. "Hold You Down" (SPK and DJ Lobo Remix cùng Don Omar) – 3:59
5. "Get Right" (Hip Hop Remix cùng Fabolous) – 3:49
6. "Hold You Down" (Video)

Đĩa 12-inch tại Mĩ
1. "Hold You Down" (Cory Rooney Spring Mix cùng Fat Joe) – 4:51
2. "Hold You Down" (Cory Rooney Spring)/Nhạc nền – 4:51
3. "Hold You Down" (Eliel Mix cùng Don Omar) – 4:02
4. "Hold You Down" (SPK and DJ Lobo Remix) – 3:59
5. "Hold You Down" (Eliel Mix)/Nhạc nền – 4:02
6. "Hold You Down" (SPK and DJ Lobo Remix)/Nhạc nền – 3:59

Đĩa CD 1 tại Anh
1. "Hold You Down" (Radio Edit cùng Fat Joe) – 3:55
2. "Hold You Down" (Cory Rooney Spring Mix cùng Fat Joe) – 4:51

Đĩa CD 2 tại Anh
1. "Hold You Down" (Bản gốc cùng Fat Joe) – 4:36
2. "Hold You Down" (Cory Rooney Spring Mix cùng Fat Joe) – 4:51
3. "Hold You Down" (Eliel Mix cùng Don Omar) – 4:02
4. "Hold You Down" (SPK and DJ Lobo Remix cùng Don Omar) – 3:59
5. "Get Right" (Hip Hop Remix cùng Fabolous) – 3:49
6. "Hold You Down" (Video)

Đĩa 12-inch tại Anh
1. "Hold You Down" (Cory Rooney Spring Mix cùng Fat Joe) – 4:51
2. "Hold You Down" (Cory Rooney Spring)/Nhạc nền – 4:51
3. "Hold You Down" (Bản gốc) – 4:36
4. "Hold You Down" (Eliel Mix cùng Don Omar) – 4:02
5. "Hold You Down" (SPK and DJ Lobo Remix) – 3:59
6. "Hold You Down" (Eliel Mix)/Nhạc nền – 4:02

## Xếp hạng
| Bảng xếp hạng (2005)                | Vị trí |
| ----------------------------------- | ------ |
| Úc (ARIA)                           | 17     |
| Bỉ (Ultratop 50 Flanders)           | 44     |
| Châu Âu Hot 100 Singles (Billboard) | 24     |
| Đức (GfK)                           | 44     |
| Ireland (IRMA)                      | 15     |
| Hà Lan (Single Top 100)             | 26     |
| New Zealand (Recorded Music NZ)     | 14     |
| Tây Ban Nha (PROMUSICAE)            | 12     |
| Thụy Sĩ (Schweizer Hitparade)       | 44     |
| Anh Quốc (OCC)                      | 6      |
| Hoa Kỳ Billboard Hot 100            | 64     |
| Hoa Kỳ Pop Airplay (Billboard)      | 38     |